# Challenge de la Marxa Verda
Els Challenges de la Marxa Verda són una sèrie de competicions ciclistes d'un sol dia que es disputen al començament de la temporada ciclista al Marroc. Es componen de tres curses: Gran Premi Sakia El Hamra, Gran Premi Oued Eddahab i Gran Premi Al Massira.
La primera edició es disputà el 2010. Forma part del calendari de l'UCI Àfrica Tour.

## Palmarès

### Gran Premi Sakia El Hamra
| Any       | Vencedor             | Segon             | Tercer             |
| --------- | -------------------- | ----------------- | ------------------ |
| 2010      | Mouhssine Lahsaini   | Adil Jelloul      | Tarik Chaoufi      |
| 2011      | no es disputà        | no es disputà     | no es disputà      |
| 2012      | Tarik Chaoufi        | Abdelati Saadoune | Mouhssine Lahsaini |
| 2013      | Essaïd Abelouache    | Reda Aadel        | Anass Ait El Abdia |
| 2014      | Essaïd Abelouache    | Ismail Ayoune     | Adnane Aarbia      |
| 2015      | Salah Eddine Mraouni | Essaïd Abelouache | Abdelati Saadoune  |
| 2016      | no es disputà        | no es disputà     | no es disputà      |
| 2017      | Ahmed Galdoune       | Umberto Marengo   | Mattia De Mori     |
| 2018      | no es disputà        | no es disputà     | no es disputà      |
| 2019      | Hermann Keller       | Batuhan Özgür     | Muhammet Atalay    |
| 2020-2021 | no es disputà        | no es disputà     | no es disputà      |
| 2022      | Ahmed Al Mansoori    | Youssef Bdadou    | Mounir Makhchoun   |

### Gran Premi Oued Eddahab
| Any       | Vencedor           | Segon                | Tercer                  |
| --------- | ------------------ | -------------------- | ----------------------- |
| 2010      | Abdelati Saadoune  | Adil Jelloul         | Mohammed Said El Amouri |
| 2011      | no es disputà      | no es disputà        | no es disputà           |
| 2012      | Andris Smirnovs    | Tarik Chaoufi        | Soufiane Haddi          |
| 2013      | Adil Jelloul       | Ismail Ayoune        | Essaïd Abdelouache      |
| 2014      | Mouhssine Lahsaini | Abdelati Saadoune    | Ismail Ayoune           |
| 2015      | Essaïd Abdelouache | Salah Eddine Mraouni | Anass Ait El Abdia      |
| 2016      | no es disputà      | no es disputà        | no es disputà           |
| 2017      | Ivan Balikin       | Jacob Tipper         | Ahmet Örken             |
| 2018      | no es disputà      | no es disputà        | no es disputà           |
| 2019      | Jason Oosthuizen   | Batuhan Özgür        | Hermann Keller          |
| 2020-2021 | no es disputà      | no es disputà        | no es disputà           |
| 2022      | Heiko Homrighausen | Ahmed Al Mansoori    | Youssef Bdadou          |

### Gran Premi Al Massira
| Any       | Vencedor            | Segon                   | Tercer               |
| --------- | ------------------- | ----------------------- | -------------------- |
| 2010      | Tarik Chaoufi       | Abdelati Saadoune       | Ismail Ayoune        |
| 2011      | no es disputà       | no es disputà           | no es disputà        |
| 2012      | Ismail Ayoune       | Essaïd Abdelouache      | Adil Jelloul         |
| 2013      | Ismail Ayoune       | Anass Ait El Abdia      | Reda Aadel           |
| 2014      | Aleksandar Aleksiev | Diego Bevilacqua        | Andrea Trovato       |
| 2015      | Abdelati Saadoune   | Salah Eddine Mraouni    | Anass Ait El Abdia   |
| 2016      | no es disputà       | no es disputà           | no es disputà        |
| 2017      | Ahmet Örken         | Mounir Makhchoun        | Salah Eddine Mraouni |
| 2018      | no es disputà       | no es disputà           | no es disputà        |
| 2019      | Gustav Basson       | Ahmet Örencik           | Adil El Arbaoui      |
| 2020-2021 | no es disputà       | no es disputà           | no es disputà        |
| 2022      | Jules de Cock       | Nasser Eddine Maatougui | Jarri Stravers       |